# Валуа (область)

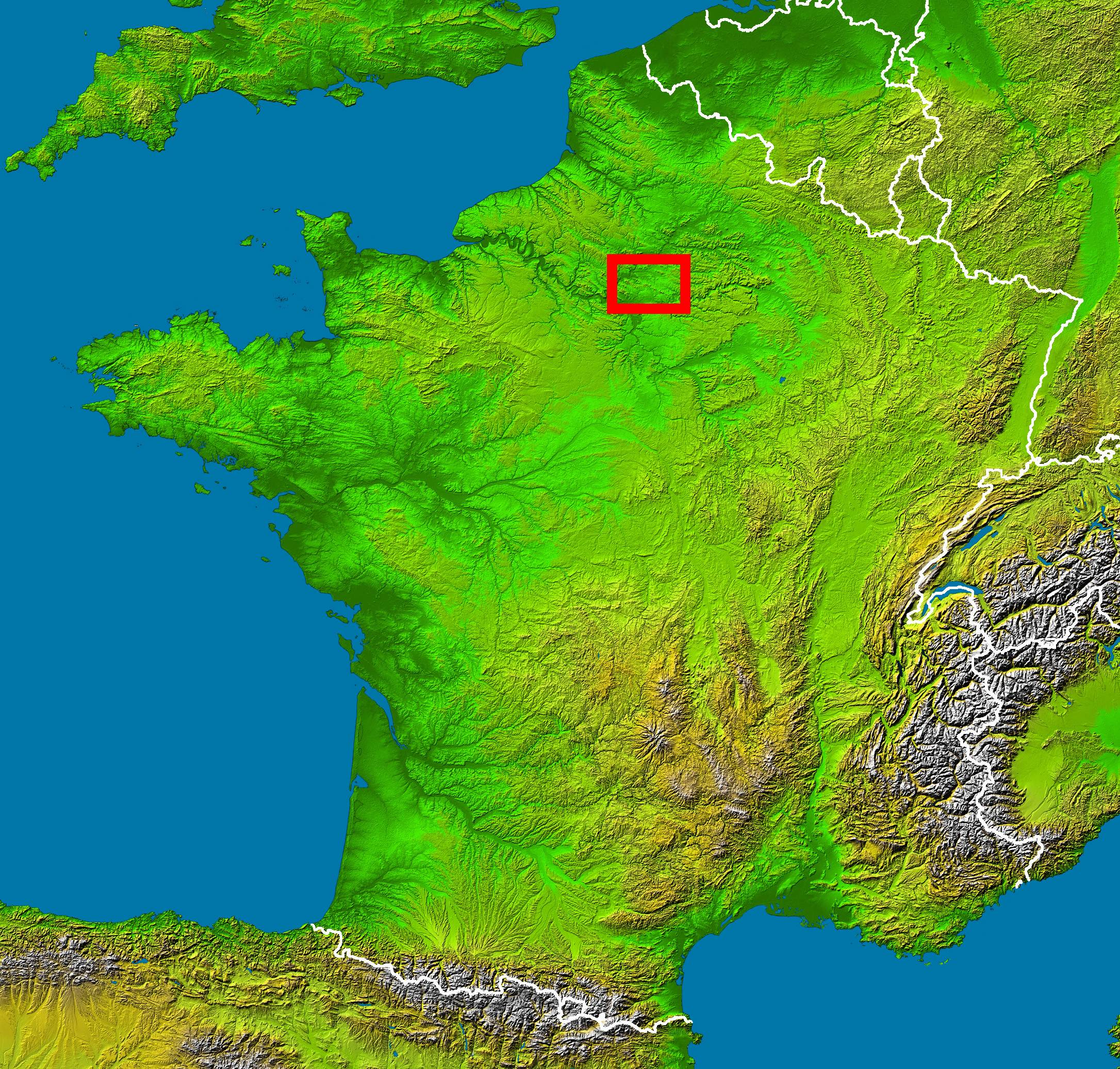
Нахождение Валуа на физической карте Франции

Валуа́ (фр. Valois) — небольшая историко-географическая область Франции, в Парижском регионе; ныне в составе двух департаментов — как восточная часть Уазы и южная часть Эны. Главный город — Крепи́.
Название произошло от недалеко находящегося от Крепи городка Вез (Vez), в древности Вадум (лат. Vadum), в римское время — главного города края.

## История
Край этот составлял в средние века графство, которым владели потомки Карла Великого, происходившие от его сына, Пипина, при отце бывшем королём Италии и умершим прежде его (810 год). Бернар, сын Пипина, сменил его в Итальянском королевстве и по смерти своей оствавил малолетнего сына, именуемого также Пипином, у которого дядя отца его — Людовик Добродушный — отнял королевство и дал ему область Вермандуа. Последний Пипин и стал родоначальником графов Вермандуа и Валуа, разделив свою область между сыновьями Гербертом (родоначальником графов Вермандуа) и Пипином (родоначальником графов Валуа). После 893 года о Пипине, графе Валуа, в истории более не упоминается. Род Пипина прервался его сыном Бернардом, и графство перешло в руки Валерана, графа Вексенского (Vexin), по супружеству его с принцессой из дома Вермандуа.
Готье II (Gauthier, ум. 1027), внук Валерана, был родоначальником второй линии графов Валуа, от сына его Рауля; сын и преемник Рауля в графстве Валуа и его тёзка Рауль вступил во второй брак с вдовой французского короля Генриха I, Анной Ярославной; брак их был бездетным. Симон, сын Рауля от первого брака, стал монахом в 1077 г., и графство получил Герберт, граф Вермандуа, женатый на его сестре. После его смерти графство унаследовала его дочь Аделаида, супруга Гуго, сына Генриха I и Анны Ярославны (брата короля Филиппа I). С тех пор графства Вермандуа и Валуа объединились, считая с 1082 г.
Сын и внук Гуго и Аделаиды, Рауль I и Рауль II, были по очереди графами Вермандуа и Валуа, а с кончиной Рауля II мужское колено опять пресеклось в 1167 г. Изабелла, сестра этого Рауля, замужем за Филиппом Эльзасским, принесла графство Вермандуа и Валуа ему в приданое; после её смерти (1183) другая её сестра Элеонора стала наследницей обоих графств. Эту Элеонору, замужем за графом Бомон (Beaumont-sur-Oise), отчасти убедил, отчасти принудил французский король Филипп II Август уступить ему оба графства с условием, что Элеонора владела ими до своей смерти. По её кончине (1214) Вермандуа и Валуа были присоединены к короне, и графство Валуа стало удельным имением членов королевского дома.
Дальше король Людовик IX назначил его своей матери Бланке, потом своему четвёртому сыну  Жан-Тристану в 1268; король Филипп III Смелый — своему третьему сыну Карлу (в 1284), который и есть родоначальник королевского дома Валуа. Король Филипп VI, сын Карла Валуа, отдал в 1344 графство Валуа своему пятому сыну Филиппу, но тот умер бездетным в 1375 году. Король Карл V, племянник Филиппа Валуа, отдал своему второму сыну Людовику графство Валуа и герцогство Орлеанское; Людовик Орлеан-Валуа был супругом Валентины Висконти (и отсюда притязания французских королей, Людовика XII и Франциска I на Медиолан: первый был внук, а последний правнук Людовика и Валентины). Король Карл VI утвердил за братом пожалованное отцом и возвёл графство в достоинство герцогства.
Карл Орлеан-Валуа преемствовал своему отцу Людовику в 1407. Сын Карла, Людовик, став королём под именем Людовика XII, отдал (в 1499) Валуа-Орлеан своему племяннику и зятю Франциску, посему сменившему свой титул графа Ангулемского на звание герцога Валуа. Став королём, Франциск отдал в 1516 герцогство своей тётке, а в 1529 — Марии Люксембургской, вдове Франсуа, графа Вандомского. По её смерти в 1546 г. герцогство Валуа опять присоединилось к королевским владениям.
Карл IX отдал его своей матери Екатерине Медичи, а Генрих III, по просьбе Екатерины, передал своей сестре Маргарите, королеве Наваррской, при её венчании с Генрихом (IV) Бурбоном. Людовик XIII отдал Валуа своему брату Гастону, герцогу Орлеанскому; но после его бездетной смерти герцогство опять вернулось в казну.
Наконец, Людовик XIV грамотой в 1661 г. пожаловал герцогство Валуа своему брату Филиппу Орлеанскому, но уже на праве обыкновенного поместья. Потомки Филиппа Орлеанского владели этой областью до времён революции. В 1790 г. Валуа было поделено между двумя департаментами.